# تشهل موني (مقاطعة فراشبند)
تشهل موني (بالإنجليزية: Mazraeh-ye Chehel Moni)‏ هي منطقة سكنية تقع في فارس في إيران.